# Fabricante de estrellas (película de 1981)
Fabricante de estrellas (título original: The Star Maker) es una película estadounidense de drama de 1981, dirigida por Lou Antonio, escrita por William Bast, musicalizada por Jimmie Haskell, en la fotografía estuvo Charles Correll y los protagonistas son Rock Hudson, Suzanne Pleshette y Melanie Griffith, entre otros. El filme fue realizado por Carson Productions y Channing/Debin/Locke Productions; se estrenó el 11 de mayo de 1981.

## Sinopsis
Danny Youngblood es un renombrado director de Hollywood, conocido por transformar aspirantes a figuras sensuales en actrices icono, que después terminan siendo sus mujeres, una tras otra. No obstante, Danny está con su pareja cuando centra su atención en su última estrella, Margot Murray, ella decide no hacérsela tan fácil.